# Coeficient de difusió
En física, el  coeficient de difusió  ({\displaystyle D}) és un valor que representa la facilitat amb què cada solut en particular es mou en un solvent determinat. Depèn de tres factors:
- Propietats del solut (com la mida i la forma)
- Propietats del solvent (com la viscositat)
- Temperatura i pressió del medi

Aquest coeficient apareix a la Llei de Fick, relacionada amb la difusió de matèria o energia. Les unitats en el SI són {\displaystyle m^{2}/s}

## Tipus de difusivitat

### Difusivitat en gasos
El coeficient de difusivitat en gasos ({\displaystyle D_{AB}}) ve descrit per l'equació de Fuller i és el mateix per a A en B que per B a A:
{\displaystyle D_{AB}=D_{BA}={\frac {10^{-7}T^{1.75}}{P((\Sigma V_{A})^{1/3}+(\Sigma V_{B})^{1/3})^{2}}}\left({\frac {1}{M_{A}}}+{\frac {1}{M_{B}}}\right)^{1/2}}
On {\displaystyle T} és la temperatura (en K), {\displaystyle P} es la pressió (en atm), {\displaystyle \Sigma V} és el volum atòmic de difusió o sumatòria dels volums de difusió estructurals atòmics (es poden trobar els valors tabulats) i {\displaystyle M} és el pes molecular (en kg/kmol).
 Per gasos fins aproximadament 10 atm de pressió , es pot encara emprar l'equació de Fuller, només que en la seva forma inversa.
 Per gasos a pressions elevades , utilitzar la gràfica de Takahashi
En la qual és gràfica: DAB * P/(P * DAB) baixa pressió, vs pressió reduïda, Pr

### Difusivitat en líquids
La velocitat de difusió molecular en líquids és molt menor que en gasos. Les molècules d'un líquid estan molt properes entre si en comparació amb les d'un gas, la densitat i la resistència a la difusió d'un líquid són molt més grans, per tant, les molècules d'A que es difon xocaran amb les molècules de B amb més freqüència i es difondran amb més lentitud que en els gasos. A causa d'aquesta proximitat de les molècules les forces d'atracció entre elles té un efecte important sobre la difusió. En general, el coeficient de difusió d'un gas és d'un ordre de magnitud d'unes 10 vegades més gran que un líquid.
La teoria cinètic-molecular dels líquids està molt menys desenvolupada que la dels gasos. Per aquesta raó, la major part dels coneixements referent a les propietats de transport s'han obtingut experimentalment. S'han elaborat diverses teories i models, però els resultats de les equacions obtingudes encara presenten desviacions notables pel que fa a les dades experimentals.
A la difusió de líquids, una de les diferències més notòries amb la difusió en gasos és que les difusivitat solen ser bastant dependents de la concentració dels components que es difonen.
Per a aquesta classe de mescles, {\displaystyle D_{AB}\neq D_{BA}} pel fet que la densitat molar varia amb la composició. Una equació molt utilitzada per estimar la difusivitat ({\displaystyle D_{AB}}) és la d'Einstein-Stokes emprada per a solucions diluïdes:
{\displaystyle D_{AB}={\frac {k_{B}T}{6\pi \nu _{B}R}}}
On {\displaystyle k_{B}} és la constant de Boltzmann, {\displaystyle T} és la temperatura, {\displaystyle \nu _{B}} és la viscositat del solvent B i {\displaystyle R} és el radi de la partícula esfèrica.
- Per solucions concentrades  (5-10% mol), aigua com solvent i molècules petites, s'utilitza l'equació de Wilke-Chang per trobar el coeficient de difusió (en {\displaystyle cm^{2}/s}):[2]

{\displaystyle D_{AB}=7.4\cdot 10^{-8}\left((\phi \mu _{B})^{1/2}{\frac {T}{\nu _{B}v_{A}^{0.6}}}\right)}
DAB = 7.4ex-8 * (OB * MB)^(1/2) * T/(μB *^VA^(0,6))
On {\displaystyle \phi } és el factor d'associació del solvent (per l'aigua {\displaystyle \phi =2.6}, pel metanol {\displaystyle \phi =1.9}, per l'etanol {\displaystyle \phi =1.5} i pel benzè, èster i heptà {\displaystyle \phi =1}), {\displaystyle \mu _{B}} és la massa molecular de la substància B, {\displaystyle v_{A}} és el volum molecular del solut A en el punt d'ebullició sota condicions normals (en {\displaystyle cm^{3}/mol}), {\displaystyle \nu _{B}} és la viscositat del solut (en {\displaystyle kg/(m\cdot s)}) i {\displaystyle T} la temperatura (en K).
- Per solucions no aquoses , s'empra l'equació:

DAB = 1.55ex-8 * ((T^(29/01) * (SSB^(0,5)/ssa^(0,42))/(μB^(0,92) * VB^(0,23)))
On:
SSA i SSB = paràmetres independents de temperatura, i estan definits per:
ß = v * σ^(1/4)
v = volum molar del líquid
σ = tensió superficial (Dinas/cm)
T = K
μB = viscositat del solvent, cPoises
VB = volum molar del solvent a T ° C
Les següents restriccions s'apliquen a l'equació anterior:
i) la viscositat del solvent no ha d'excedir 30 cP.
ii) Per soluts d'àcids orgànics i solvents diferents de l'aigua, metanol i butanotes, l'àcid haurà de ser tractat com un dímer, doblant els valors de SSA i va.
iii) Per a un solut no polar en monohidroxialcoholes, els valors de VB i SSB hauran de ser multiplicats per 8 μB
- La difusivitat (en cm2/s) d'una sal simple (p. ex. NaCl) en una solució aquosa diluïda és calculada a partir de l'equació de Nernst-Haskell:[3]

{\displaystyle D_{AB}={\frac {RT\left((1/z_{+})+(1/z_{-})\right)}{F^{2}\left((1/\lambda _{+})+(1/\lambda _{-})\right)}}}
On {\displaystyle R} és la constant dels gasos; {\displaystyle T} és la temperatura; {\displaystyle z_{-}} i {\displaystyle z_{+}} són les valències de l'anió i el catió, respectivament; {\displaystyle F} és la constant de Faraday; i {\displaystyle \lambda _{+}} i {\displaystyle \lambda _{-}} són les conductàncies iòniques limitants (en {\displaystyle A/cm^{2}}).